# Эзино
Эзи́но (итал. Esino) — река в центральной Италии, течёт по территории провинций Мачерата и Анкона области Марке. Её длина составляет приблизительно 90 км, а площадь водосборного бассейна около 1200 км² (по другим данным — 1300 км²). Годовой объём твёрдого стока реки составляет 0,3 миллиона тонн.

## Течение
Исток Эзино находится в Умбро-Маркских Апеннинах (ит.) к западу от горы Кафаджо (итал. Cafaggio) на границе между коммунами Фьюмината и Эзанатолья. Общее направление течения реки — на северо-восток, она впадает в Адриатическое море на территории коммуны Фальконара-Мариттима.